# Mariene ecoregio Gilbert- en Ellice-eilanden
De Mariene ecoregio Gilbert- en Ellice-eilanden (154) (Engels: Gilbert/Ellice Island marine ecoregion) is een biogeografische regio en ligt in het centrale deel van de Grote Oceaan in de Mariene provincie Marshall-, Gilbert- en Ellice-eilanden (38) in het Marien rijk Oostelijke Indo-Pacific. De mariene ecoregio is vastgesteld door het World Wide Fund for Nature en The Nature Conservancy en is vernoemd naar de Gilbert- en Ellice-eilanden.
In het noordwesten grenst het gebied aan de mariene ecoregio Marshalleilanden (153), in het zuidoosten aan de mariene ecoregio Samoa-eilanden (157) en in het zuiden aan de mariene ecoregio Fiji-eilanden (147).

## Geografie
De mariene ecoregio ligt in het centrale deel van de Grote Oceaan rond het eiland Nauru en rond de Gilberteilanden van Kiribati, de Ellice-eilanden van Tuvalu en de meest noordelijke eilanden van Fiji. eiland Nauru in het noordwesten, de atol Makin in het noorden, via de andere Gilberteilanden en de eilanden van Tuvalu naar het zuiden, tot het eiland Rotuma van Fiji.
Door het gebied stroomt de Pacifische Zuidequatoriale stroom.

## Biogeografie
Het gebied kent zeeleven dat houdt van tropische temperaturen.